# Macella margineguttata
Macella margineguttata är en fjärilsart som beskrevs av Lucas Friedrich Julius Dominikus von Heyden 1891. Macella margineguttata ingår i släktet Macella och familjen nattflyn. Inga underarter finns listade i Catalogue of Life.